# Owiniga jezik
Owiniga jezik (bero, samo, taina; ISO 639-3: owi), papuanski jezik porodice arai-kwomtari, skupine arai, kojim govori 330 ljudi (1998 NTM) U Papui Novoj Gvineji, u selima Yei, Amu, Inagri i Samo, provincija East Sepik.
Prema ranijoj klasifikaciji pripadao je porodici left may iz koje je izdvojen s još tri druga jezika i priključen porodici kwomtari-baibai, koja je otada preimenovana u arai-kwomtari.

## Vanjske poveznice
- Ethnologue (14th)
- Ethnologue (15th)